# Kościół Matki Bożej Fatimskiej w Baranowiczach
Kościół Matki Bożej Fatimskiej w Baranowiczach – kościół parafialny w Baranowiczach. Wybudowany w latach 1993-1998. Jest to Sanktuarium Matki Bożej Fatimiskiej.

## Historia
Idea powstania świątyni zrodziła się po spotkaniu abp. diecezji pińskiej Kazimierza Świątka z siostrą Łucją, widzącą z Fatimy. Budowę rozpoczęto 13 maja 1993,(wg innych źródeł 25 maja 1995 roku) a kościół konsekrowano 1 października 1996 (wg innych źródeł 13 października 1996). Budowę świątyni prowadzili misjonarze werbiści, na czele z proboszczem o. Jerzym Mazurem. Był to pierwszy kościół pod wezwaniem Matki Bożej Fatimskiej w Europie Wschodniej.
13 maja 2017, w 100. rocznicę objawień fatimskich bp. Antoni Dziemianko nadał świątyni tytuł sanktuarium diecezji pińskiej. Pierwszym kustoszem został proboszcz o. Konrad Potyka SVD.
Przy kościele znajduje się klasztor Sióstr Misjonarek Świętej Rodziny zwany Domem Miłosierdzia.